# Somma diretta
In algebra lineare, la somma diretta è una costruzione tra moduli che restituisce un modulo più grande. Ad esempio, la somma diretta di due gruppi abeliani {\displaystyle A} e {\displaystyle B} è un gruppo abeliano {\displaystyle A\oplus B} formato da tutte le coppie ordinate {\displaystyle (a,b)} con {\displaystyle a\in A} e {\displaystyle b\in B}. In particolare, il prodotto cartesiano di {\displaystyle A} e {\displaystyle B} è caratterizzato con una struttura di gruppo abeliano definendo la somma tra coppie ordinate {\displaystyle (a,b)+(c,d)} come {\displaystyle (a+c,b+d)} e la moltiplicazione come {\displaystyle n(a,b)=(na,nb)} per {\displaystyle n} intero. Costruzioni simili consentono di caratterizzare la somma diretta tra varie strutture algebriche come moduli, anelli o sottospazi vettoriali. La somma diretta può essere anche definita tra più addendi, ad esempio {\displaystyle A\oplus \!B\oplus C}. 
Nel caso di un numero finito di addendi la somma diretta tra gruppi abeliani è un prodotto diretto, mentre nel caso di infiniti addendi molti autori fanno una distinzione: un elemento di una somma diretta ha tutte le componenti nulle tranne che per un numero finito di esse, mentre un elemento di un prodotto diretto può avere tutte le componenti diverse da zero.

## Spazi vettoriali
Uno spazio vettoriale {\displaystyle V} si definisce somma diretta dei sottospazi {\displaystyle U} e {\displaystyle W} se ogni elemento {\displaystyle \mathbf {v} \in V} si può scrivere in maniera unica nel seguente modo:
{\displaystyle \mathbf {v} =\mathbf {u} +\mathbf {w} }
con {\displaystyle \mathbf {u} \in U} e {\displaystyle \mathbf {w} \in W}. La dimensione di {\displaystyle V} è inoltre pari alla somma algebrica delle dimensioni di {\displaystyle U} e {\displaystyle W}.
Una condizione necessaria e sufficiente affinché i due sottospazi siano in somma diretta è che {\displaystyle V=U+W} e la loro intersezione sia il vettore nullo:
{\displaystyle U\cap W=\{\mathbf {0} \}}
Questo si estende a famiglie di un qualsiasi numero di sottospazi.
Si dice inoltre che {\displaystyle V} si decompone in somma diretta di {\displaystyle U} e {\displaystyle W} e si scrive:
{\displaystyle V=U\oplus W}
Per la formula di Grassmann, due spazi sono in somma diretta se e solo se:
{\displaystyle \dim(U+W)=\dim(U)+\dim(W)}
Quando due spazi non sono in somma diretta, il termine a sinistra è strettamente minore di quello a destra.

### Componenti e proiezione
Se {\displaystyle U} e {\displaystyle W} sono in somma diretta, ogni elemento {\displaystyle \mathbf {z} } del sottospazio somma {\displaystyle U+W} si scrive unicamente come:
{\displaystyle \mathbf {z} =\mathbf {u} +\mathbf {w} }
dove {\displaystyle \mathbf {u} } e {\displaystyle \mathbf {w} } sono elementi rispettivamente di {\displaystyle U} e {\displaystyle W}. Gli elementi {\displaystyle \mathbf {u} } e {\displaystyle \mathbf {w} } sono detti componenti di {\displaystyle \mathbf {z} } lungo i due sottospazi. Grazie all'unicità di queste, è possibile definire due proiezioni:
{\displaystyle p_{U}:U+W\to U\qquad p_{W}:U+W\to W}
semplicemente ponendo:
{\displaystyle p_{U}(\mathbf {z} )=\mathbf {u} \qquad p_{W}(\mathbf {z} )=\mathbf {w} }

### Esempi
Lo spazio {\displaystyle M(n)} delle matrici quadrate {\displaystyle n\times n} a coefficienti in un campo {\displaystyle K} si decompone nei sottospazi delle matrici simmetriche e antisimmetriche:
{\displaystyle M(n)=S(n)\oplus A(n)}
Le dimensioni relative dei sottospazi sono:
{\displaystyle n^{2}={\frac {n(n+1)}{2}}+{\frac {n(n-1)}{2}}}
e le rispettive proiezioni sono:
{\displaystyle p_{U}(M)={\frac {M+M^{t}}{2}}\qquad p_{W}(M)={\frac {M-M^{t}}{2}}}
Tali operatori di proiezione permettono di decomporre ogni matrice nella somma di una matrice simmetrica e di una antisimmetrica:
{\displaystyle M={\frac {M+M^{t}}{2}}+{\frac {M-M^{t}}{2}}}
e inoltre:
{\displaystyle \left({\frac {M+M^{t}}{2}}\right)^{t}={\frac {M^{t}+(M^{t})^{t}}{2}}={\frac {M^{t}+M}{2}}={\frac {M+M^{t}}{2}}}
mostra che la matrice {\displaystyle p_{U}(M)} è effettivamente simmetrica (perché uguale alla sua trasposta: si verifica analogamente che {\displaystyle p_{W}(M)} è antisimmetrica).

## Moduli
La somma diretta di gruppi abeliani e la somma diretta di spazi vettoriali sono casi particolari della costruzione della somma diretta tra moduli.
Sia {\displaystyle R} un anello e {\displaystyle \{M_{i}:i\in I\}} una famiglia di R-moduli sinistri indicizzata dall'insieme {\displaystyle I}. La somma diretta dei moduli {\displaystyle \{M_{i}\}} è definita come l'insieme di tutte le successioni {\displaystyle (\alpha _{i})} con {\displaystyle \alpha _{i}\in M_{i}} e {\displaystyle \alpha _{i}=0} per un sottoinsieme cofinito di indici i (cioè per tutti gli indici ad eccezione di un insieme finito). Si può anche definire come le funzioni {\displaystyle \alpha } da {\displaystyle I} a valori nell'unione disgiunta dei moduli {\displaystyle M_{i}} tali che {\displaystyle \alpha (i)\in M_{i}} per ogni {\displaystyle i\in I} e {\displaystyle \alpha (i)=0} per un sottoinsieme cofinito di indici i.
Due successioni (o funzioni) {\displaystyle \alpha } e {\displaystyle \beta } possono essere sommate scrivendo {\displaystyle (\alpha +\beta )_{i}=\alpha _{i}+\beta _{i}} per ogni i (tale successione è ancora nulla tranne che per un numero finito di elementi), ed una successione {\displaystyle \alpha } può essere moltiplicata per un elemento {\displaystyle r} dell'anello {\displaystyle R} definendo {\displaystyle r(\alpha )_{i}=(r\alpha )_{i}} per ogni i. In questo modo la somma diretta diventa un R-modulo sinistro, denotato con:
{\displaystyle \bigoplus _{i\in I}M_{i}}
Solitamente si denota la successione {\displaystyle (\alpha _{i})} anche come una somma  {\displaystyle \Sigma \alpha _{i}}.

## Proprietà
- La somma diretta dei moduli {\displaystyle M_{i}} è un sottomodulo del prodotto diretto dei moduli {\displaystyle M_{i}}. Il prodotto diretto è l'insieme delle funzioni {\displaystyle \alpha } definite su {\displaystyle I} a valori nell'unione disgiunta dei moduli {\displaystyle M_{i}} tali che {\displaystyle \alpha (i)\in M_{i}}, ma non si annulla necessariamente per tutti gli indici i tranne un numero finito di essi (come avviene per la somma diretta). Se {\displaystyle I} è finito somma diretta e prodotto diretto si equivalgono. Se si identifica ognuno dei moduli {\displaystyle M_{i}} con il sottomodulo della somma diretta costituito da tutte le funzioni che si annullano per tutti gli indici tranne l'i-esimo, ogni elemento {\displaystyle x} della somma diretta può essere scritto in modo unico come una somma di finiti elementi dei moduli {\displaystyle M_{i}}.

- Le somme dirette sono commutative e associative, nel senso che l'ordine in cui sono formate è ininfluente.

- Il gruppo degli omomorfismi R-lineari definiti dalla somma diretta a qualche R-modulo sinistro {\displaystyle L} è isomorfo in modo naturale al prodotto diretto dei gruppi di omomorfismi R-lineari definiti da {\displaystyle M_{i}} a {\displaystyle L}:

{\displaystyle \operatorname {Hom} _{R}{\biggl (}\bigoplus _{i\in I}M_{i},L{\biggr )}\cong \prod _{i\in I}\operatorname {Hom} _{R}\left(M_{i},L\right)}
Quindi, vi è un omomorfismo {\displaystyle \tau } dal membro sinistro al membro destro della relazione: {\displaystyle \tau (\theta )(i)} è l'omomorfismo R-lineare che manda {\displaystyle x\in M_{i}\to \theta (x)} (sfruttando l'inclusione naturale di {\displaystyle M_{i}} nella somma diretta). L'omomorfismo inverso di {\displaystyle \tau } è definito come:
{\displaystyle \tau ^{-1}(\beta )(\alpha )=\sum _{i\in I}\beta (i)(\alpha (i))}
per ogni {\displaystyle \alpha } nella somma diretta dei moduli {\displaystyle M_{i}}. Si nota che la definizione di {\displaystyle \tau ^{-1}} ha senso in quanto {\displaystyle \alpha (i)} è nulla per tutti gli i tranne che un numero finito, e quindi la somma è finita. In particolare, lo spazio duale della somma diretta di spazi vettoriali è isomorfo al prodotto diretto dei duali di tali spazi.
- La somma diretta finita di moduli è un biprodotto. Infatti, se:

{\displaystyle p_{k}:A_{1}\oplus \cdots \oplus A_{n}\to A_{k}}
sono le mappe di proiezione canoniche e:
{\displaystyle i_{k}:A_{k}\mapsto A_{1}\oplus \cdots \oplus A_{n}}
sono le mappe di inclusione, allora:
{\displaystyle i_{1}\circ p_{1}+\cdots +i_{n}\circ p_{n}}
è uguale al morfismo identità di {\displaystyle A_{1}\oplus \cdots \oplus A_{n}}, mentre:
{\displaystyle p_{k}\circ i_{l}}
è il morfismo identità di {\displaystyle A_{k}} nel caso {\displaystyle l=k}, ed è la mappa nulla altrimenti.